# 空港鉄道 (企業)
空港鉄道株式会社（くうこうてつどう）は、大韓民国の鉄道事業者。仁川国際空港鉄道と仁川空港磁気浮上鉄道の運営を行っている。本社は仁川広域市西区にある。愛称はA'REX（エイレックス）。

## 名称の変遷
会社設立当時の商号は仁川国際空港鉄道（インチョンこくさいくうこうてつどう）で、旧商号における略称はI'REX（アイレックス）であった。その後、商号は路線開業直前の2006年6月29日に空港鉄道へと短縮変更され、略称もA'REXとされた。
ところが、先行開業区間の需要見通しの甘さから収益性が悪く、営業改善のめどもたたなかったため、2009年11月30日に韓国鉄道公社（KORAIL）が当社を買収して子会社とし、商号をKORAIL空港鉄道に変更した。なお、この時に略称の変更はなされず、略称はA'REXのままとなっている。
その後2015年6月23日に、株式がKORAILから国民銀行を中心としたKB空港鉄道私募特別資産投資信託、国土交通部に売却、KORAIL傘下から離れ、社名が再び空港鉄道に変更となった。

## 沿革
- 2001年
  - 3月23日 - 仁川国際空港鉄道株式会社設立。
  - 3月27日 - 起工式。
- 2005年12月26日 - 本社を仁川広域市へ移転。
- 2006年6月29日 - 社名を空港鉄道株式会社へ変更。
- 2007年3月23日 - 仁川国際空港鉄道 金浦空港駅 - 仁川国際空港駅（現：仁川国際空港1ターミナル駅）間（37.6km）が開業[4]。
- 2009年
  - 9月17日 - 株式の88.8％を韓国鉄道公社（KORAIL）が取得。
  - 11月30日 - 社名をKORAIL空港鉄道株式会社へ変更。
- 2010年12月29日 - 仁川国際空港鉄道 ソウル駅 - 金浦空港駅間（20.4km）が開業。
- 2014年9月 - 日本の京成電鉄と広告宣伝・旅客誘致等に関する合意書を締結[5]。
- 2015年6月23日 - 株主がKB空港鉄道私募特別資産投資信託、国土交通部に変更。社名を空港鉄道株式会社（2代目）に変更。
- 2016年7月1日 - 仁川交通公社に代わり、仁川空港磁気浮上鉄道の運営を開始。
- 2018年
  - 1月13日 - 仁川国際空港鉄道 仁川国際空港駅 - 仁川国際空港2ターミナル駅間 (5.8km) が開業。同時に仁川国際空港駅を仁川国際空港1ターミナル駅に改称。
  - 5月29日 - 京成電鉄との相互連携に関する合意書を改定[5]。

## 運営路線
- 仁川国際空港鉄道（ソウル - 仁川国際空港2ターミナル間、63.8km）
- 仁川空港磁気浮上鉄道（仁川国際空港1ターミナル - 龍遊間、5.6km）

## 経営の現状
朝鮮日報（電子版）による。

### 投資
- 投資総額 - 4兆995億ウォン
  - うち民間3兆110億ウォン、政府負担1兆885億ウォン

- 出資比率 - 
  - 2007年時点 - 現代建設27%、大林グループ18.9%、ポスコ建設11.9%、東部グループ10.8%、国土海洋部9.9%、現代海上1.3%、その他20.2%
  - 2010年時点 - 韓国鉄道公社88.8%、国土海洋部9.90%、現代海上火災保険1.30%
  - 2015年時点 - KB空港鉄道私募特別資産投資信託90.1%、国土交通部9.9%

### 問題点
※以下の表も参照のこと。
- 政府と民間の事業者がそれぞれ別々に算出し「お互いがすり合わせて」1日平均の利用客を24万8000人としたが、実際は1日平均1万7159人（2009年1 - 3月）で、予想のわずか6.9%にとどまっている。また空港利用客一人につき乗客数を1.1人以上という誇張した予測を行った。
- 建設時の契約で、予想運賃収入の90%に満たない部分を政府が30年間補填すると決定したため、3億6620万ウォン（2007年）、4億5644万ウォン（2008年）、12億6300万ウォン（2009年以降、予想）と、年々膨れ上がりながら支払われている。韓国交通研究院は利用客数が今のまま推移すると補助金は2040年までに累計13兆8000億ウォンに達すると試算している。
- 政府は開港以前の1999 - 2000年、仁川空港と全国の主要都市をリムジンバスでつなぐ計画を決定していたにもかかわらず、乗客数を予測する際にこれを反映しなかった
- 建設交通部傘下の研究所が、仁川空港へは20%が鉄道、80%が道路を使うと予測したが、実際に契約が行われると理由が明確でないまま鉄道の比率が40%に変更された。
- 監督責任のある建設交通部の当時の長官は仁川空港鉄道社長に天下った。

### 利用客予測と実績の差
※利用人数は1日平均。
|                              | 2007年     | 2008年     | 2011年 | 2031年 |
| 契約上の需要予測             | 20万7000人 | 22万6700人 | 49万人 | 82万人 |
| 実績                         | 1万3000人  | 1万7000人  | 11万人 | 27万人 |
| 予測対比                     | 6.3%       | 6.3%       | 22.3%  | 32.8%  |
| 補助金（年間、単位億ウォン） | 1040       | 1666       | 4889   | 4466   |

- 注：予想運賃収入の90%に満たない部分を政府が30年間補填する契約。
補助金支給規模は08年までに総額13兆8000億ウォン（年平均4610億ウォン）

### 需要予測と実際の状況
|                                      | 政府文書・報告書の需要予測 (1999-2000年) | 建設契約の締結時に反映された内容(2001年3月) | 実際の状況           |
| 仁川空港への移動手段のうち鉄道の割合 | 開業1年目は20%、2020年に40%になる        | 開業1年目から40%                            | 開業以降平均7%       |
| 空港リムジンバスの 運行              | 全国で約20路線を運行                     | 乗客数の予測に反映せず                      | 全国で97路線を運行中 |
| 空港利用客1人あたりの乗客数          | 開業1年目は0.36人、2020年以降は0.22人    | 開業1年目から1.1人以上                      | 0.33 - 0.48人        |